# Hofanlage Neu Ottersteiner Straße 5
Die Hofanlage Neu Ottersteiner Straße 5 in der niedersächsischen Gemeinde Grasberg-Otterstein im Landkreis Osterholz stammt vom 19. Jahrhundert.
Aktuell (2025) wird sie zum Wohnen und als Keramikatelier genutzt.
Das Gebäude steht unter Denkmalschutz (siehe auch Liste der Baudenkmale in Grasberg).

## Geschichte und Beschreibung
Otterstein ist ein typisches Moorbreitstreifendorf in Form eines Zeilendorfes nördlich der Ottersteiner Straße, das 1794 nach dem Findorffschen General-Mohr-Cultur-Plan von 1780 gegründet und planmäßig angelegt wurde.
Die Hofanlage besteht aus
- dem eingeschossigen traufständigen Wohn- und Wirtschaftsgebäude von 1866 (Inschrift) und Zweiständer-Hallenhaus in Fachwerk mit Steinausfachungen sowie  mit reetgedecktem Krüppelwalmdach und mit typischem Niedersachsengiebel mit Uhlenloch, Pferdeköpfen und Grooter Door mit Korbbogen, einige Wände sind massiv in Backstein ersetzt,[2]
- der kleinen traufständigen Scheune vom 19. Jahrhundert in vertikal verbohltem Fachwerk und mit Satteldach.[3]

Das Landesdenkmalamt befand u. a.: „Hofanlage Neu Ottersteiner Straße 5 mit Hallenhaus und einer firstparallel dazu stehenden kleinen Scheune … .“